# Вітрозапилення

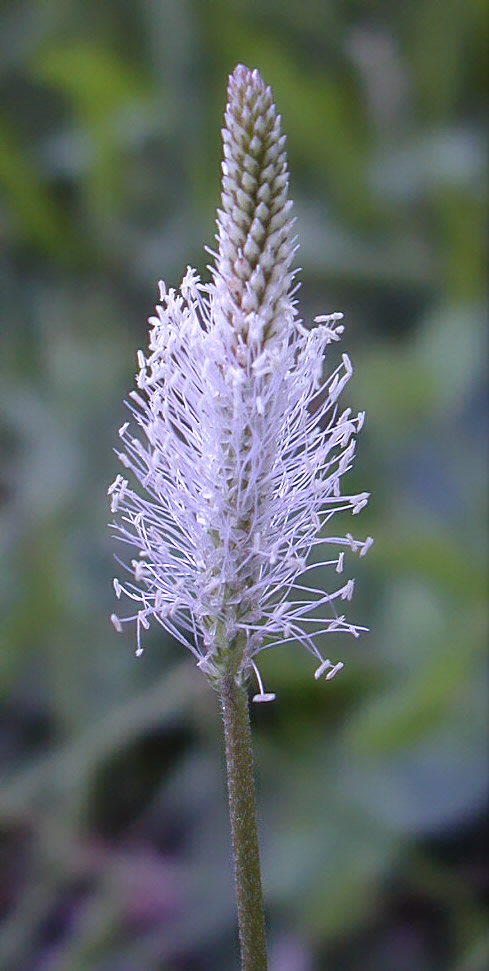
Подорожник середній (Plantago media) — рослина-анемофіл

Вітрозапилення також анемофілія (від  грец. ανεμος — вітер та грец. φιλια — любов, дружба) — перенесення пилку з однієї рослини на іншу за допомогою вітру; вид перехресного запилення.
До вітрозапильних належить близько 15-20 % видів покритонасінних рослин (майже всі злакові, осокові, березові, букові, кропивні, подорожникові). Вони часто ростуть на відкритих місцях, утворюючи зарості одного виду (очерет, ковила, лепешняк). Ліщина, вільха, береза цвітуть напровесні, до розпускання листя. У вітрозапильних рослин квітки дрібні, малопомітні, із спрощеною непоказною оцвітиною. Великі пиляки на довгих тичинкових нитках далеко висуваються з оцвітини, маточки відкриті, з великими приймочками. Пилку утворюється багато, він дрібний, легкий, з гладенькою поверхнею. Такий пилок течія повітря часом піднімає на кілометр і більше вгору і заносить на 50—60 км.
Самозапиленню запобігає: дихогамія, роздільностатевість.
Пристосування квіток до вітрозапилення: пилок сухий, липкий, приймочки маточок висунуті з квітки, пиляки звисають розгойдуючись.